# Trdokožnice
Trdokožnice (znanstveno ime Scleroderma) so rod gliv iz družine trdokožark (Sclerodermataceae).

## Seznam trdokožnic Slovenije[2]
- mekinasta trdokožnica (Scleroderma areolatum)
- kroglasta trdokožnica (Scleroderma bovista)
- gladka trdokožnica (Scleroderma cepa)
- navadna trdokožnica (Scleroderma citrinum)
- zvezdičasta trdokožnica (Scleroderma polyrhizum)
- bradavičasta trdokožnica (Scleroderma verrucosum)